# Corpúsculo de Ruffini

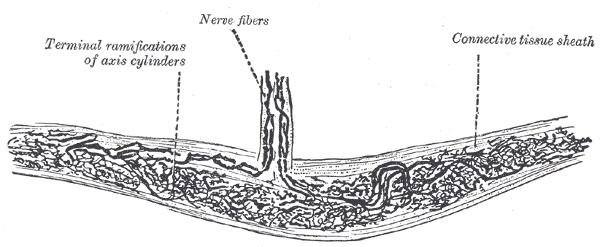
Corpúsculo de Ruffini em um nervo.

O corpúsculo de Ruffini é um tipo de mecanorreceptor de adaptação lenta que ocorre na pele glabrosa e no tecido subcutâneo dos seres humanos. Pode também dar a percepção do calor, embora não seja classificado como termorreceptor. Estes mecanorreceptores foram batizados em honra do histologista e embriologista italiano Angelo Ruffini (1864 –1929).